# طاقة كيميائية

تتكون الدورة من 4 مراحل:
1. سحب الوقود
2. ضغط غاز الوقود
3. اشتعال وتمدد الغاز
4. إخراج العادم

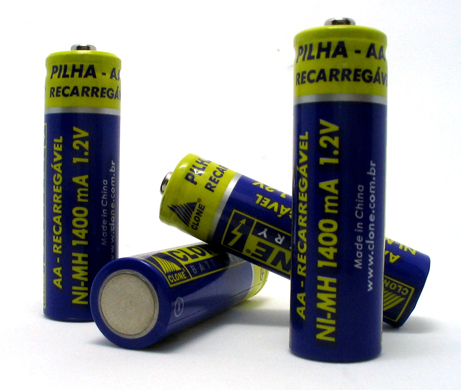
صورة لأربع مركمات نوع AA قابلة لإعادة الشحن، وتعطي فرق جهد مقداره 1.2 فولت

الطاقة الكيميائية  في الكيمياء (بالإنجليزية : Chemical Energy) تظهر أحيانا كحرارة ناتجة عن التفاعل الكيميائي . وهي أيضا الحرارة الناتجة عن الاحتراق حيث يتحد كربون الخشب مع الأكسجين وتنشأ منه حرارة ونارا . كما نستغل التفاعل بين الكيروسين و الأكسجين في محرك الاحتراق الداخلي لإنتاج حركة السيارة . ويمكننا بواسطة قانون هس حساب الطاقة الناتجة عن طريق قيم الإنثالبي القياسي للتكوين للمواد المشتركة في التفاعل .

## استخدام الطاقة الكيميائية في الصناعات

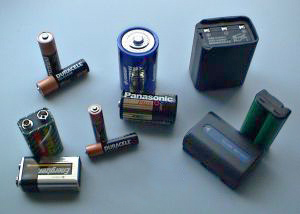
بطاريتان 9 فولت، واثنتان "AAA"، واثنتان "AA"، وواحدة من كل من "C"، و"D"، وبطارية هاتف لاسلكية، وبطارية كاميرا فيديو، وبطارية راديو محمولة

من الوجهة التقنية يعتبر الوقود طاقة كيميائية مختزنة، وعندما نحرقها مثلما في محرك الاحتراق الداخلي أو الطائرة النفاثة فهي تتحول إلى طاقة ميكانيكية . كما يمكن لخلية الوقود تحويل طاقة تفاعل كيميائي إلى طاقة كهربائية مباشرة .
وعند استخدام بطارية تتحول الطاقة الكيميائية عن طريق تفاعل أكسدة-اختزال إلى طاقة كهربائية مباشرة . كما يعمل المركم بطريقة مشابهة لعمل البطارية، ولكنه يتميز عن البطارية أنه يمكن إعادة شحنه وخلال تلك العملية تتحول الطاقة الكهربائية فيه إلى طاقة كيميائية مختزنة إلى حين وقت استخدامها .

## في الأحياء
تتحول الطاقة الكيميائية لمادة من صورة لأخرى من الطاقة عن طريق تفاعل كيميائي . وعلى سبيل المثال، عندما يحترق وقود تتحول طاقته الكيميائية إلى حرارة ، وبالمثل فإن عملية التمثيل الغذائي في الكائنات الحية وتنتج حرارة وشغل، فنعرف أن درجة حرارة جسم الإنسان مثلا 37 درجة مئوية . وعندما نقوم بعمل أو نحمل حملا أو نجري يزداد احتراق الغذاء في الجسم، لذلك نعرق إذ لولا العرق لارتفعت درجة حرارة جسمنا إلى درجات حرارة خطيرة . فالعرق يهدي من حرارة الجسم الزائدة . والنباتات الخضراء فهي تحول طاقة الشمس إلى طاقة كيميائية عن طريق التمثيل الضوئي ، ويمكنها تكوين السكر الذي هو وقود لأجسامنا، ويمكننا صناعة الكحول من السكر ونشعل به موقدا أو نُسيّر به سيارة .